# George Bridgeman (2e comte de Bradford)
George Augustus Frederick Henry Bridgeman, 2e comte de Bradford (23 octobre 1789 - 22 mars 1865) est un pair britannique.

## Biographie

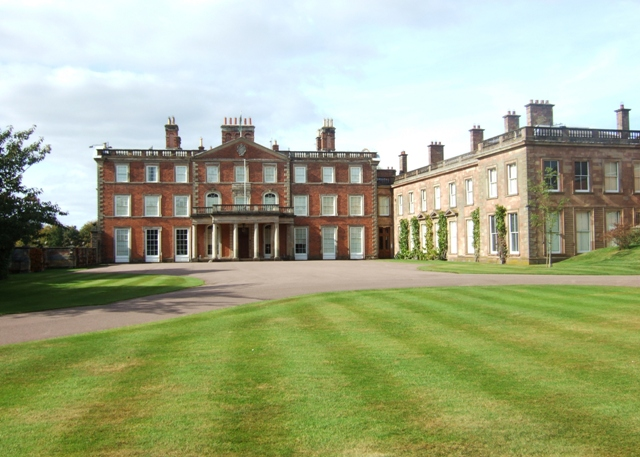
Weston Park

Fils aîné d'Orlando Bridgeman (1er comte de Bradford) et Lucy Elizabeth Byng, il fait ses études à la Harrow School, à Londres, et au Trinity College, à Cambridge, où il obtient une maîtrise en 1810. Il succède à son père et hérite du siège familial à Weston Park, Staffordshire, le 7 septembre 1825.

## Famille
Lord Bradford épouse le 5 mars 1818 Georgina Elizabeth Moncreiffe, fille de Thomas Moncreiffe à St George's Hanover Square. Ils ont six enfants:
- Orlando Bridgeman (3e comte de Bradford) (1819-1898)
- George Thomas Orlando Bridgeman (1823-1895)
- Mary Selina Louisa Bridgeman (décédée en 1889), mariée à l'hon. Robert Windsor-Clive le 20 octobre 1852
- Lucy Caroline Bridgeman (1826-1858)
- Charlotte Anne Bridgeman (1827-1858)
- John Robert Orlando Bridgeman (1831–1897), marié le 5 juin 1862 à Marianne Caroline Clive, fille du vénérable William Clive et de son épouse Marianne Tollet, et a un fils, William Bridgeman (1er vicomte Bridgeman).

Lady Lucy Caroline et Lady Charlotte Anne sont toutes deux décédées des suites de leurs blessures à une semaine d'intervalle, leurs robes en coton s'étant enflammées avec les étincelles d'une cheminée de la maison familiale Weston Park.
Il épouse ensuite Helen Mackay, fille du capitaine Aeneas Mackay, à l'église St Peter, Eaton Square, Londres, le 30 octobre 1849. Il est décédé à l'âge de 75 ans à Weston Park, dans le Staffordshire, laissant une succession d'une valeur de 140 000 £.